# San José el Platanal
San José el Platanal är en ort i Mexiko.   Den ligger i kommunen Jacona och delstaten Michoacán de Ocampo, i den centrala delen av landet, 300 km väster om huvudstaden Mexico City. San José el Platanal ligger 1 592 meter över havet och antalet invånare är 143.
Terrängen runt San José el Platanal är kuperad åt sydost, men åt nordväst är den platt. Runt San José el Platanal är det ganska tätbefolkat, med 86 invånare per kvadratkilometer. Närmaste större samhälle är Zamora, 5,8 km norr om San José el Platanal. I omgivningarna runt San José el Platanal växer huvudsakligen savannskog.